# 詹氏副緋鯉
詹氏副緋鯉，為輻鰭魚綱鱸形目鬚鯛科的一個種。

## 分布
本魚分布於印度太平洋區，包括塞席爾群島、吉布地、印尼、巴布亞紐幾內亞、菲律賓等海域。

## 特徵
本魚體色為粉紅色，體側無任何斑紋，側線周圍有一黃色縱帶，腹部銀白色。尾鰭深分叉，背鰭兩個，各魚鰭呈淡粉紅色，頦鬚為白色。背鰭硬棘共8枚、軟條共9枚；臀鰭硬棘1枚、軟條7枚。脊椎骨數24個。體長可達15.3公分。

## 生態
本魚在岩礁或珊瑚礁間之沙地覓食，肉食性，以底棲生物為食。